# Yi-Fu Tuan
Yi-Fu Tuan (en chinois traditionnel : 段義孚, né le 5 décembre 1930 à Tianjin et mort le 10 août 2022) est un géographe sino-étasunien, récipiendaire de la Cullum Geographical Medal et du prix Vautrin Lud.

## Biographie
Yi-Fu Tuan est né en 1930 à Tianjin en République de Chine. Il est issu des classes sociales supérieures chinoises, son père, Mao-Lan Tuan, est un riche oligarque travaillant pour le ministère des affaires étrangères du gouvernement nationaliste chinois. Son enfance est marquée, d'après lui, par le fait de devoir constamment échapper aux Japonais.
A l'âge de dix ans il déménage avec sa famille en Australie, en passant par Hong Kong. En 1946 ils déménagent à nouveau aux Philippines puis à Londres où Yi-Fu Tuan est scolarisé deux ans.
Il étudie ensuite à l'University College de Londres mais est diplômé de l'université d'Oxford avec un Bachelor of Arts et un Master of Arts respectivement obtenus en 1951 et 1955. Il reçoit son Ph.D. en 1957 à l'université de Californie à Berkeley. Sa carrière d'universitaire le mène à enseigner dans plusieurs universités d'Amérique du Nord (Canada et États-Unis). Installé depuis 1983 à Masison au Wisconsin, il prend sa retraite et devient professeur émérite dans le département de géographie de l'université du Wisconsin à Madison en 1998.

## Travaux
Yi-Fu Tuan a joué un rôle important dans la trajectoire post-positiviste de la géographie.
Sa thèse de doctorat porte sur la géomorphologie du désert. Il s'intéresse plus généralement à la relation entre les humains et l'espace.
Yi-Fu Tuan publie des écrits sur des thèmes très divers de géographie culturelle, comme la moralité et la bonté humaine, les relations à l'environnement, le lien avec les animaux de compagnie, le cosmopolitisme et le localisme, le besoin d'esthétique pour la vie humaine, l'« escapism » (désire d'échapper à la réalité) et la place de la religion.
Les travaux de Yi-Fu Tuan ont une influence importante en géographie, mais aussi en sciences de l'éducation et en psychologie environnementale.

## Distinctions
Yi-Fu Tuan est, notamment, le lauréat du prix Vautrin Lud 2012 qui lui est remis le 13 octobre 2012 dans le cadre du Festival international de géographie (FIG) à Saint-Dié-des-Vosges.
Il est l'un des géographes les plus cités.